# Steinbeck (Wuppertal)
Steinbeck (Beck: niederfränkisch für Bach; also Steinbach) ist ein Wuppertaler Ortsteil im Stadtteil Elberfeld, der aus drei benachbarten mittelalterlichen Höfen bzw. Wohnplätzen hervorgegangen ist.
Diese Wohnplätze waren Obere Steinbeck, Mittlere Steinbeck und die Untere Steinbeck. Allen drei war gemeinsam, dass sie am Lauf des damals oberflächig, aber heute vollständig verrohrt fließenden Steinbachs lagen, der heute Hatzenbeck genannt wird. Steinbach und Steinbeck sind dabei beliebig austauschbare Synonyme und beide Bezeichnungen wurden im Schrifttum und auf historischen Kartenwerken für den Ortsbereich verwendet. Der Ortsteil bildet keine offizielle Verwaltungseinheit, sondern umfasst gemeinsame Randbereiche der fünf Wohnquartiere Südstadt, Arrenberg, Friedrichsberg, Elberfeld-Mitte und Grifflenberg.
Die drei früheren Steinbecker Wohnplätze sind als eigenständige Ortslagen mehrheitlich nicht mehr im Bewusstsein der Bevölkerung vorhanden, da sie vollständig in der umfangreichen innerstädtischen Wohn- und Gewerbebebauung des Ortsbereichs aufgegangen sind. Lokal wird mit der Straße Steinbeck und Steinbecker Meile im Bereich des zentralen Einzelhandelzentrums auf die Ortsteilbezeichnung referenziert.
Mit dem Ortsteil Steinbeck im engeren Sinne ist ab dem 20. Jahrhundert im Allgemeinen der Bereich um den Bahnhof Wuppertal-Steinbeck mit dem angrenzenden Bahnbetriebswerk Wuppertal-Steinbeck gemeint, der auf dem Hofgelände des ehemaligen Wohnplatzes Mittlere Steinbeck errichtet wurde. Das Bahnbetriebswerk ist nicht mehr im Betrieb und größere Flächenanteile wurden in ein Gewerbegebiet mit Kfz-Handel, Supermärkten und einem Baumarkt umgewandelt.